# Emergenz
Emergenz (lateinisch emergere „Auftauchen“, „Herauskommen“, „Emporsteigen“) bezeichnet die Möglichkeit der Herausbildung von neuen Eigenschaften (Systemeigenschaften) oder Strukturen eines Systems infolge des Zusammenspiels seiner Elemente.
Dabei lassen sich die emergenten Eigenschaften des Systems nicht – oder jedenfalls nicht offensichtlich – auf Eigenschaften der Elemente zurückführen, die diese isoliert aufweisen. So wird in der Philosophie des Geistes von einigen Philosophen die Meinung vertreten, dass das Bewusstsein eine emergente Eigenschaft des Gehirns sei. Emergente Phänomene werden jedoch auch in der Physik, Chemie, Biologie, Mathematik, Psychologie oder Soziologie beschrieben. Synonyme sind Übersummativität und Fulguration. Analog zur Emergenz spricht man bei der Eliminierung von Eigenschaften von Submergenz.
Überlegungen zur Emergenz stammen vor allem aus den Diskussionen zur Systemtheorie und werden sowohl in den Naturwissenschaften als auch in der Philosophie und den Sozialwissenschaften verfolgt. Wie die Systemtheorie vertritt der Emergenzbegriff einen umfassenden Erklärungsanspruch, der emergente Selbstorganisation als durchgängiges Prinzip der materiellen Welt und der Welt des Geistes versteht. Das Phänomen der emergenten Selbstorganisation wird als Autopoiesis bezeichnet.

## Etymologie, Geschichte
Das Wort Emergenz ist abgeleitet vom lateinischen Verb emergere; dieses bedeutet transitiv „auftauchen lassen“, intransitiv „auftauchen, entstehen“. Zum ersten Mal verwendet hat es George Henry Lewes im Zusammenhang mit der Erklärung von Bewusstsein. Als eine philosophische Kategorie herausgebildet haben den Begriff sodann die englischen Philosophen Samuel Alexander und Conwy Lloyd Morgan in ihrer Theorie einer Emergent Evolution.

## Schwache und starke Emergenz
Emergenz ist grundsätzlich in einer schwachen und einer starken Form denkbar. Die schwache Form der Emergenz entspricht einer nur vorläufigen Nichterklärbarkeit emergenter Systeme auf der Grundlage der Beschreibung ihrer Elemente. Dagegen nehmen einige Philosophen und Naturwissenschaftler wie die Nobelpreisträger für Physik Philip Warren Anderson und Robert B. Laughlin, der Biologe Stuart Kauffman oder der Physiker Peter Kopietz bei der starken Form von Emergenz ihre prinzipielle Nichterklärbarkeit an. Eine ähnliche Position der grundsätzlichen Unvollständigkeit der Erklärung komplexer Systeme wird seit den 1960er Jahren in der Diskussion über den Laplaceschen Dämon vertreten. Damit im Zusammenhang steht auch die von Donald Davidson in der Philosophie des Geistes entwickelte Vorstellung der „abwärtsgerichteten“ Kausalität von geistigen auf physikalische Prozesse.
Gegner der These von der starken Emergenz argumentieren, dass viele ehedem als emergent erklärte Eigenschaften des menschlichen Bewusstseins sich durch die Kenntnis der Eigenschaften der Bestandteile des Gehirns (z. B. der Nervenzellen und der Synapsen) erklären ließen. Allerdings ist selbst bei vergleichsweise einfachen physikalischen Phänomenen wie Wetterereignissen die vollständige Erklärung von Makrophänomenen auf der Ebene von Elementarteilchen praktisch so fernliegend, dass der Unterschied zwischen schwacher und starker Emergenz aktuell wenig Relevanz hat.

## Emergenz als disziplinübergreifendes Konzept
Das Phänomen der Emergenz wird oft als Argument gegen einen reduktionistischen naturwissenschaftlichen Atomismus angeführt. Emergenztheoretiker bestreiten damit, dass eine vollständige Beschreibung der Welt allein aufgrund der Kenntnis der Elementarteilchen und allgemeiner physikalischer Gesetze prinzipiell möglich sei (vgl. Laplacescher Dämon). Die Anerkennung emergenter Phänomene muss allerdings nicht zu einem Verzicht auf wissenschaftliche Erklärungen führen. Vielmehr zeigen die Entwicklungen in der Systemtheorie und der Chaosforschung, dass emergenzverwandte Phänomene wie Selbstorganisation und ihre Entstehungsbedingungen durchaus systematischen und objektiv nachvollziehbaren Erklärungen zugänglich sind. Allerdings tritt an die Stelle der Einheit der Wissenschaft aufgrund einer hierarchischen Ableitung aus universalen Gesetzen ein transdisziplinärer Dialog, dessen Ziel es ist, analoge Strukturen komplexer Systeme auf unterschiedlichen Emergenzebenen zu vergleichen.
Die Emergenz entsteht in den meisten Fällen auf Basis der spontanen Selbstorganisation. Das Konzept der emergenten Selbstorganisation kann man folgendermaßen beschreiben:
Mehrere, viele oder sehr viele Elemente verbinden sich auf der Basis ihrer Wechselwirkungen, die meist nur zwischen den nächsten Nachbarn wirken, spontan zu Systemen mit bestimmten neuen Strukturen, Eigenschaften und Fähigkeiten. Der Grund dafür sind Rückkopplungen in den emergenten Prozessen und als deren Folge nichtlineare Abläufe und die Komplexität der Systeme.
Es gibt viele unterschiedliche Arten der emergenten Selbstorganisation in der unbelebten und der belebten Welt. Bezogen auf den Energiehaushalt können emergente Prozesse sowohl im thermischen Gleichgewicht verlaufen, d. h. ohne Energieaustausch mit der Umgebung, als auch unter Abgabe (exotherm) oder Aufnahme von Energie (endotherm). Beispiele für die Selbstorganisation im thermischen Gleichgewicht sind die Entstehung der ferromagnetischen Ordnung und die Supraleitung. Beispiele für die Entstehung von mehr Ordnung ohne die Zufuhr von Energie sind die Bildung der leichteren Atomkerne (bis zum Nickel), die Entstehung der Atome aus Kernen und Elektronen, die Entwicklung der Sterne, die Wechsel der Aggregatzustände (kondensieren, erstarren) und exotherme chemische Reaktionen. Beispiele für die Entstehung von mehr Komplexität und Ordnung, die Energie von außen benötigt, sind die Bildung der schweren Atomkerne jenseits vom Nickel, Konvektionsmuster in erhitzten Flüssigkeiten, der Laser, endotherme chemische Reaktionen, und vor allem die Entstehung und Entwicklung des Lebens, die biologische Evolution, die geistigen Prozesse im Gehirn und die Entwicklung der menschlichen Gesellschaft. Diese Prozesse sind nur weit entfernt vom thermischen Gleichgewicht und unter Zufuhr von Energie und/oder Materie möglich.
Die spontane Selbstorganisation ist in erster Linie ein zeitlicher Vorgang, ein Prozess, führt aber meist auch zu einer dauerhaften Struktur des dadurch entstandenen Systems. Es gibt Prozesse der Selbstorganisation, die so schnell verlaufen, dass für den Beobachter nur das Ergebnis, die geänderte Struktur, sichtbar wird. Dazu gehören beispielsweise viele exotherme chemische Reaktionen. Bei anderen Vorgängen kann für einen Beobachter der zeitliche Verlauf im Vordergrund stehen, beispielsweise bei der Entwicklung des Lebens. Selbstorganisierte Systeme sind in der Regel selbst wieder Elemente der Selbstorganisation und können weitere übergeordnete Systeme bilden. Dadurch ergibt sich schließlich eine Hierarchie von selbstorganisierten Systemen, aus der unsere Welt aufgebaut ist. Auf diese Weise verursachen die emergenten Prozesse selbstorganisiert die zunehmende Komplexität in der Entwicklung der Welt, sowohl in der unbelebten Natur als auch in der belebten Natur und in der Gesellschaft. Die emergente Selbstorganisation verbindet als durchgängiges Prinzip die materielle Welt mit der Welt des Geistes.

## Allgemeine Eigenschaften von Emergenzen

### Irreduzibilität
Manche emergente Eigenschaften können dann bei einer reduktionistischen Betrachtungsweise nicht entdeckt werden, wenn sie erst im Zusammenwirken mit anderen Subsystemen auftreten. (Im Beispiel des Wolfes kann Sozialverhalten erst dann untersucht werden, wenn die Gemeinschaft der Mitglieder eines Wolfsrudels beobachtet wird.) Es ist in manchen Fällen möglich, bestimmte Elemente oder Wirkzusammenhänge zu ändern oder gar zu eliminieren, ohne dass sich bestimmte emergente Eigenschaften des Systems verändern, während andere sich sehr wohl ändern können. Beispiel: Die Fahrtüchtigkeit eines Autofahrers hängt nicht von der Farbe der Sitzbezüge ab, wohl aber von der Innenraumtemperatur bei Sonneneinstrahlung.
Ob also bestimmte Elemente oder Wirkzusammenhänge reduzibel sind, hängt davon ab, wie essentiell oder bedeutend sie für die Ausbildung der emergenten Eigenschaft sind.
Systeme, die aus repetitiven Einheiten zusammengesetzt sind, sind numerisch reduzierbar: Man kann die Anzahl der Elemente bis zu einer Grenzzahl von Einheiten verringern, ohne dass emergente Eigenschaften verloren gehen. Dies ist vor allem bei chemischen Stoffen und ihren spezifischen Eigenschaften der Fall. Beispiel: Wasser ist bei Zimmertemperatur flüssig, ein einzelnes Wassermolekül ist es nicht. Diese Eigenschaft ist daher emergent, weil sie sich erst aus dem Zusammenspiel vieler Wassermoleküle ergibt. Nach dem gleichen Denkmuster ist ein Baum kein Wald. Viele Eigenschaften eines Waldes lassen sich in den Eigenschaften eines einzelnen Baumes nicht wiederfinden.
Es existiert für jedes System eine Mindestanzahl von interagierenden Bausteinen, die für die Entwicklung einer emergenten Eigenschaft notwendig ist.

### Unvorhersagbarkeit
Wird ein neues Subsystem in ein bestehendes System integriert, also mit den anderen Systemelementen durch Wirkbeziehungen verknüpft, kann das System neue emergente Eigenschaften aufweisen, die nicht vorhersehbar waren. So definiert der Evolutionsbiologe Ernst Mayr: „Emergenz ist in Systemen das Auftreten von Merkmalen auf höheren Organisationsebenen, die nicht aufgrund bekannter Komponenten niedrigerer Ebenen hätten vorhergesagt werden können.“
Gründe hierfür:
- Das System ist bereits so komplex, dass es ohne Reduktion nicht untersuchbar oder simulierbar ist.
- Es entstehen zwischen den Systemelementen neue Verbindungen, Wirkbeziehungen und Prozesse, die nicht implementiert (vorgeplant) waren.
- Die Kopplungen oder Wirkbeziehungen zwischen allen Elementen werden durch die Integration des neuen Elementes verändert.

### Kontextbedingungen

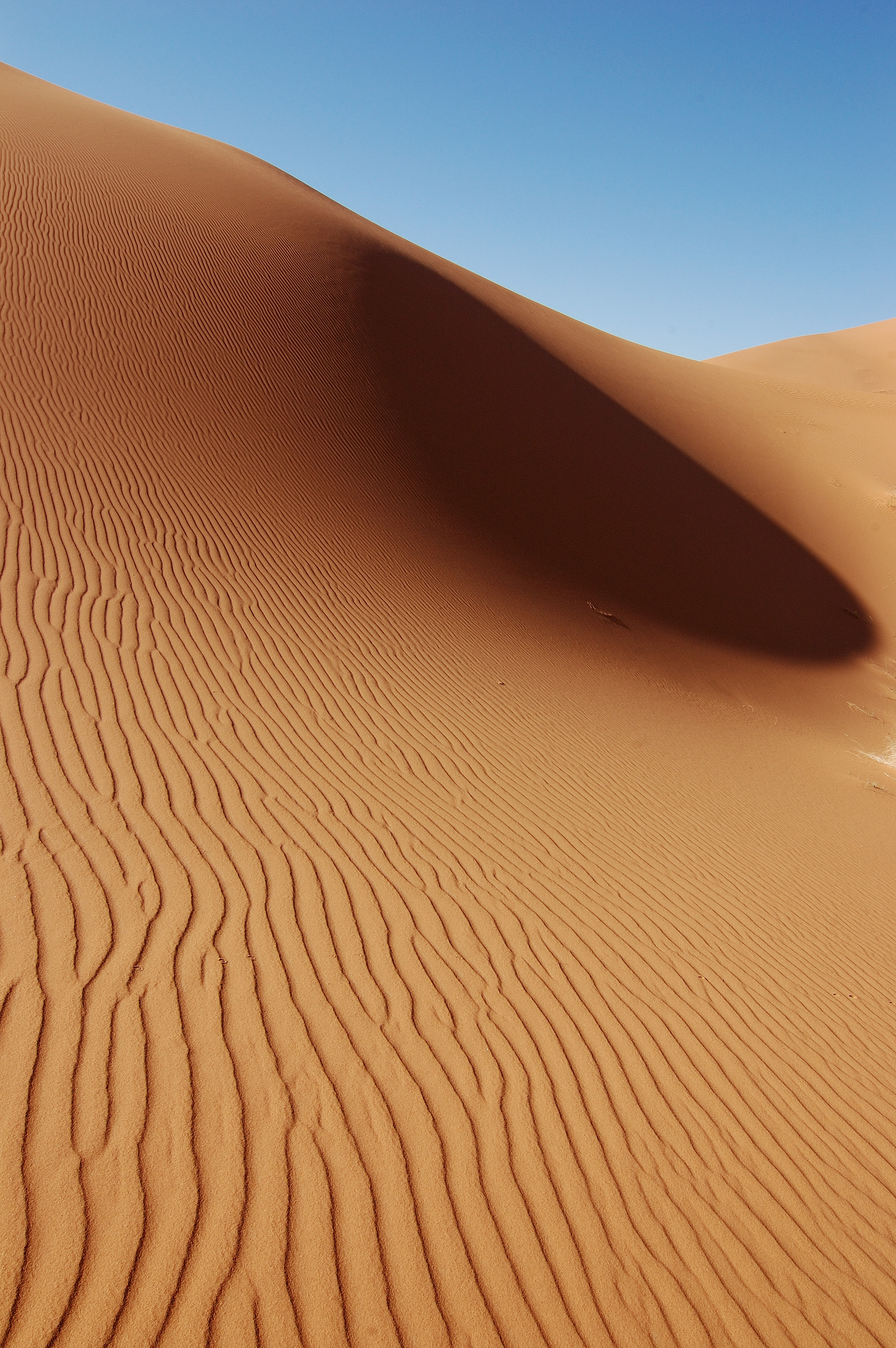
Durch Wechselwirkungen zwischen Wind und Oberflächenstruktur bilden sich in der Sandwüste emergente Rippelmuster und Dünenlandschaften aus

Die Kontextbedingungen emergenter Systeme stimmen weitgehend mit den Eigenschaften selbstorganisierter Systeme überein. Eine wichtige Rolle spielt dabei Selbstverstärkung durch positive Rückkopplungsprozesse auf der Basis von Selbstreferenz oder zirkulärer Kausalität. Ein einfaches Beispiel ist die Entstehung von Rippelmarken auf einer Sandfläche, die von Luft oder Wasser überströmt ist. Durch wechselseitige Verstärkung von zunächst minimalen Unterschieden in der Oberflächenstruktur und Turbulenzen in der Strömung kommt es zur Herausbildung von Mustern.

## Geschichte der Emergenztheorie

### Anfänge in Philosophie und Psychologie
Emergenz bezeichnet in Philosophie und Psychologie das Phänomen, dass sich bestimmte Eigenschaften eines Ganzen nicht aus seinen Teilen erklären lassen. Ein früher Vorläufer der Theorie von emergenten Eigenschaften eines Systems findet sich in der Metaphysik des Aristoteles:

„Das was aus Bestandteilen so zusammengesetzt ist, dass es ein einheitliches Ganzes bildet, ist nicht nach Art eines Haufens, sondern wie eine Silbe, das ist offenbar mehr als bloß die Summe seiner Bestandteile. Eine Silbe ist nicht die Summe ihrer Laute: ba ist nicht dasselbe wie b plus a, und Fleisch ist nicht dasselbe wie Feuer plus Erde.“

Vereinfacht wird das entsprechende Zitat in dem populären Ausdruck „Das Ganze ist mehr als die Summe seiner Teile“ wiedergegeben (siehe Holismus und Gestaltpsychologie). Als weitere Vorstufen der Emergenztheorie können auch pantheistische Vorstellungen etwa bei Giordano Bruno und Baruch de Spinoza angesehen werden. Ihnen zufolge basiert die natürliche Ordnung weder auf einem personalen, intelligenten Wesen, noch kann sie auf isolierte materielle Elemente reduziert werden. Diese Gedanken wurden in der Philosophie des deutschen Idealismus und zum Teil im Marxismus aufgegriffen und in einer „dialektischen Naturphilosophie“ weiterentwickelt. Protagonisten sind etwa Hegel, Schelling und Friedrich Engels. Bekannt wurde die emergenztheoretische Relevanz der dialektischen Philosophen vor allem durch die politische Formel vom revolutionären Umschlag von Quantität in Qualität.
Aber auch in der liberalen angelsächsischen Tradition finden sich emergenztheoretische Vorstellungen. So schrieb John Stuart Mill über die Emergenz neuer Eigenschaften in chemischen Reaktionen.
Zusammen mit dem britischen Philosophen Samuel Alexander entwickelte Conwy Lloyd Morgan die sogenannte Emergenz-Theorie, welche die Bewusstseinsbildung als ein evolutionäres Phänomen ansieht, das sich biologisch nicht hinreichend erklären lässt. Neben Morgan und Alexander ist C. D. Broad ein Vertreter der „Emergenzphilosophie“. Die Emergenztheorie spielt in der neuzeitlichen Ontologie, bei der Erklärung des Bewusstseins, des Ich und des subjektiven Geistes eine bedeutende Rolle. Vor allem in der Philosophie des Geistes kam es seit den 1970er Jahren zu einer Renaissance des Emergenzbegriffes.

### Prozesstheorie Norbert Elias’
Der Soziologe und Humanwissenschaftler Norbert Elias geht im Rahmen seines Prozessmodells der Großen Evolution auf den Mechanismus ein, durch den bei Evolutionssprüngen Neues entsteht: die Integration bzw. Kombination bestehender Phänomene und die Funktionsteilung zwischen ihnen. Dabei füllt Elias die in der Literatur häufig vorkommende, aber oft relativ abstrakte Behauptung mit Leben: „Das Ganze ist mehr als die Summe seiner Teile.“ Durch die Verbindung relativ einfacher Einheiten entstehen zusammengesetzte, komplexere Einheiten, deren Teile in gegenseitiger Abhängigkeit voneinander stehen, so dass kein Teil entfernt werden kann, ohne mehr oder weniger gravierende Folgen für die ganze Einheit und ihre Teileinheiten zu haben, im Extremfall den Zerfall beider in einfachere Einheiten zu verursachen.
Diese Integration und Funktionsteilung, die gegenseitige Abhängigkeit und Komplexität ist im physikalisch-chemischen Bereich noch relativ locker, die „nächstniedere[n] Teileinheiten [sind] noch nicht funktionsteilig aneinander gebunden, so daß die Synthese reversibel ist, ohne daß diese Teileinheiten ihre Eigenschaften ändern“. Elias spricht hier vom „reversiblen Integrationstyp“ und nennt als Beispiele Kleinmoleküle.
Die Intensität der Integration und der Funktionsteilung steigt im Bereich der biologischen Evolution stark an. Hier entstehen „komplexere Gebilde, deren nächstniedere Teileinheiten funktionsteilig aneinander gebunden sind – die Struktur dieser Teileinheiten ist demgemäß auf ein Funktionieren im Rahmen einer bestimmten zusammengesetzten Einheit höherer Ordnung abgestimmt; die Teile verlieren in diesem Fall ihre Eigenstruktur, wenn die Einheit höherer Ordnung, die sie miteinander bilden, zerfällt“. Elias spricht hier vom „irreversiblen Integrationstyp“ und nennt als Beispiel einzellige Lebewesen.
Integration und Funktionsteilung erreichen den bisher höchsten Stand im Bereich der sozio-kulturellen Evolution der Menschen. Hier ist eine weitere wissenschaftstheoretische Debatte der Sozialwissenschaften angesiedelt, die über das Verhältnis von „Individuum und Gesellschaft“. Insbesondere hier verweist Elias darauf, dass jeweils sowohl das Einzelne als auch ein Ganzes, zu dem es gehört, angemessen begrifflich repräsentiert werden müssen. Es dürfen weder die Ganzheiten auf die Einzelteile reduziert noch die Einzelteile aus dem Bild des Ganzen gedanklich entfernt werden, weil erst die komplexen Wechselwirkungen und gegenseitigen Abhängigkeiten der Einzelteile das Ganze bilden.

### Ontologische Betrachtungsweise
Die ontologische Analyse des Emergenzbegriffs zeigt, dass erst die Einbettung emergenter Eigenschaften in bestimmte Emergenzebenen oder -schichten die dauerhafte Emergenz neuer Strukturen ermöglicht. Umgekehrt gesagt: Das singuläre Auftreten irgendeines Neuen als Gegenstand, Eigenschaft oder Strukturelement wäre nur eine irrelevante Variation im Gegebenen, die ohnehin ständig und überall auftritt. Die sich daraus ergebenden ontologischen Fragen lauten beispielsweise: Was ist eine Emergenzebene? Wie verfestigen sich zunächst einzelne Variationen des Gegebenen Schritt für Schritt zu emergenten Eigenschaften und Gegenständen? Wie kann man das Verhältnis verschiedener Emergenzschichten zueinander beschreiben?
Der ontologische Ansatz zur Erforschung der Emergenz ist somit holistischer Natur, d. h., er sieht das Ganze eines Strukturausschnitts der Welt als den eigentlichen Träger von Emergenz. Die Frage nach der Natur einer Emergenzebene und dem Verhältnis mehrerer Emergenzebenen zueinander führt damit zu der noch allgemeineren Frage, was man im ontologischen Sinne überhaupt unter einer Struktur zu verstehen hat. Setzt man voraus, dass Emergenz ein bestimmter Typ von etwas Geschehendem, mithin ein Prozess ist, so fällt die Emergenztheorie in den Bereich der allgemeinen Prozessphilosophie. Daraus folgt, dass allgemeine Prozessbedingungen, d. h. solche, die für jeden erdenklichen Prozess gelten, auch für emergente Prozesse gelten müssen. Emergenz als strukturelles Phänomen kann somit als eine Ausdifferenzierung vorangehender Prozessbedingungen verstanden werden.
Das Verhältnis verschiedener Emergenzebenen lässt sich in fast allen Fällen, z. B. dem Verhältnis der anorganischen zur organischen Natur, als eine Schichtung darstellen. So folgt in einer möglichen Ebenenhierarchie die makrophysikalische Struktur aus der unter ihr fortbestehenden quantenphysikalischen Ebene. An die makrophysikalische Ebene schließt sich wiederum die organische bzw. biologische an, an diese die kognitive und soziale etc. Damit die jeweils nachfolgende oder höhere Schicht nicht in eine materielle und strukturelle Inkonsistenz zu allen ihren vorangehenden, d. h. ihren Trägerebenen gerät, muss sie alle Prozessbedingungen und damit Existenzvoraussetzungen der Trägerebenen auch für ihre spezifischen Gegenstände und deren Eigenschaften erfüllen und darüber hinaus diesen Bedingungen noch weitere hinzufügen. Dieser Vorgang wird als Binnendifferenzierung von Prozessstrukturen bezeichnet. Grundsätzlich ist die Möglichkeit der immer weiteren Binnendifferenzierung weder logisch noch materiell (z. B. physikalisch oder biologisch) eingeschränkt. Das wiederum bedeutet, dass sich die Emergenz des Weltganzen in einem grundsätzlich offenen Entwicklungshorizont abspielt: Es gibt keinen Grund zu der Annahme, dass die ontologische Weiterentwicklung des Kosmos insgesamt und speziell auch auf der Erde an irgendeine inhärente Grenze stößt.

### Systemtheoretische Betrachtungsweise
Emergenz ist eine kennzeichnende Eigenschaft von hierarchisch strukturierten Systemen. Solche Systeme haben auf der Makroebene Eigenschaften, die auf der einfacheren Organisationsebene, der Mikroebene, nicht vorhanden sind. Sie entstehen durch synergetische Wechselwirkungen zwischen den Elementen auf der Mikroebene.

### Theorie komplexer Systeme
Die Theorie komplexer Systeme baut auf systemtheoretischen und chaostheoretischen Erkenntnissen zur Emergenz auf.

## Beispiele

### Biologie
Emergenztheorien in der Biologie wollen einen nicht-reduktionistischen Physikalismus begründen. Organismen stellen demnach ein solches hierarchisches System dar: Sie bestehen aus Organen, diese aus Zellen, diese wiederum aus Organellen und diese sind wiederum aus Makromolekülen zusammengesetzt. Ein Proteinmolekül besitzt Eigenschaften, die keines der Atome aufweist, aus welchen es zusammengesetzt ist.

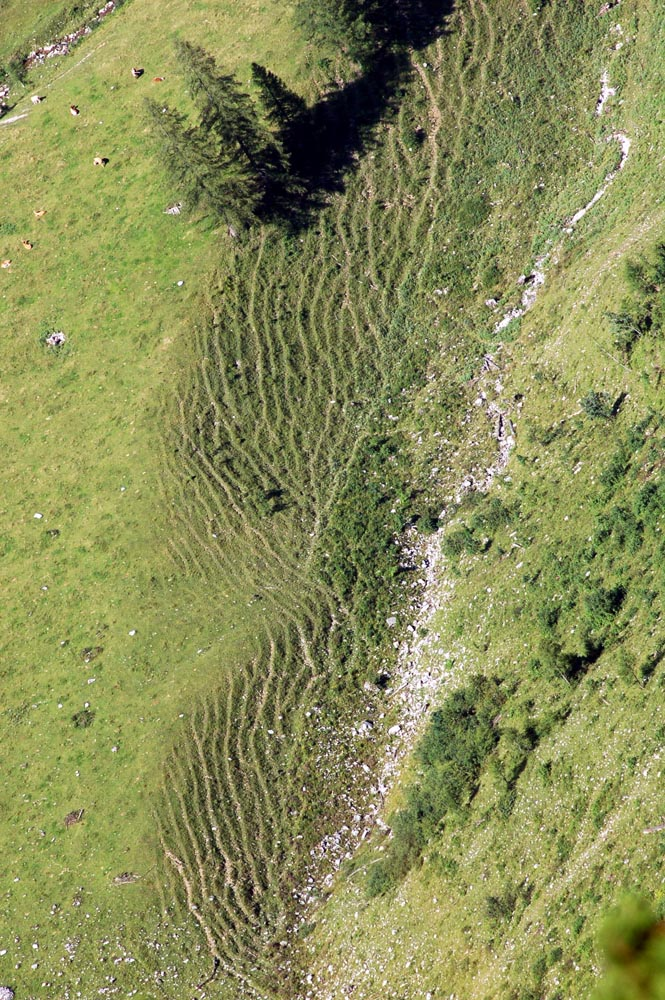
Viehgangeln auf der Gruberalm: Auch die Entstehung von Hangstrukturen durch Viehgangeln beruht auf Selbstverstärkung – Rinder laufen offenbar bevorzugt auf ausgetretenen Pfaden.

- Die isolierte Betrachtung eines männlichen Wolfes (zum Beispiel unter den Aspekten der Autökologie, Physiologie oder Anatomie) führt zur Erklärung vieler Strukturen, ihrer Funktionen und Verhaltensweisen. Die Bedeutung der Geschlechtsorgane ergibt sich aber erst dann, wenn auch der Zusammenhang zu den Weibchen erkannt wird. Damit werden aber Männchen und Weibchen als Elemente eines übergeordneten Systems, der Fortpflanzungsgemeinschaft, betrachtet.
- Für den Einzeller Chlamydomonas ist die Fähigkeit zur Photosynthese keine emergente Eigenschaft, da sie aus der Photosynthesefähigkeit bestimmter Teile, der Chloroplasten, resultiert.
- Räumliches Sehen mit zwei Augen (deren Sichtfeld sich nennenswert überschneidet; stereoskopisches Sehen oder Binokularsehen) ist mit nur einem Auge so nicht möglich.
- Eine australische Bienenart konstruiert spiralige und konzentrische Wabenstrukturen ohne Kommunikation.[16] Die komplexen Muster ergeben sich allein aus Selbstorganisation sowie einfachen mathematischen Grundregeln und sind damit das Ergebnis eines Emergenz-Phänomens, entstanden „aus der Summe vieler einfacher Einzelschritte“.[17]

### Neurologie
Ein häufig verwendetes Beispiel stammt aus der Neurologie: Das Gehirn besteht aus sehr vielen, oberflächlich gesehen ähnlichen Elementen, den Nervenzellen, und weiteren Zellen, deren Funktion teilweise noch wenig erforscht ist. Aus dem Zusammenspiel dieser Bausteine emergieren Aktivitätsmuster, die die eigentliche Gehirntätigkeit ausmachen, vgl. Situationskreis.
Douglas R. Hofstadter schildert, wie vergleichbare Systeme von Symbolen auf ganz verschiedenen Systemen kooperierender einfacherer Elemente sichtbar werden, so Intelligenzleistungen von Ameisenhaufen, Bienenschwärmen und menschlichen Hirnen, und zwar so, dass in den Ameisen, Bienen oder Neuronen nichts von den Symbolen auffindbar ist.

### Soziologie
Seit Émile Durkheim, der die Soziologie mit Argumenten der Emergenztheorie als eigenständige Wissenschaft begründet hat, spielt die Vorstellung emergenter Phänomene in der Soziologie eine wichtige Rolle. Wichtige Exponenten soziologischer Emergenzkonzepte waren daneben Talcott Parsons und Niklas Luhmann und, wie oben bereits erwähnt, Norbert Elias. Bei Luhmann findet sich eine innovative Fassung des Emergenzbegriffs, bei dem das Verhältnis vom Ganzen und seinen Teilen im Theoriedesign durch die Differenz zwischen System und Umwelt ersetzt wird. So ist nach Luhmann die Gesellschaft emergent gegenüber den Individuen (im Sinne des psychischen Bewusstseins), die in seiner Theorie in der Umwelt der Gesellschaft ihren Platz finden.
- Größe, Form/Gestalt, Richtung, Geschwindigkeit und Wellenbewegungen in Schwärmen sind emergent gegenüber dem Individuum, z. B. Fisch oder Vogel. Diese Änderungen oder Bewegungen laufen z. T. schneller ab, als es das Reaktionsvermögen des einzelnen Fisches oder Vogels isoliert zulassen würde.

- Menschenmengen oder -massen können emergentes Verhalten bzw. Eigenschaften an den Tag legen, z. B. bei Großveranstaltungen oder (Monumental-)Paraden in Stadien, wo farbige Kostüme oder Flaggen es möglich machen, Muster, Bilder, ja ganze Bildergeschichten zu erzählen. Auch die La Ola kommt in einem Stadion rundum am besten zur Geltung.
 In ihren Fortbewegungen entlang der Infrastruktur (an Bahnhöfen, Bahnsteigen, Flughäfen, Rolltreppen, Wartezonen, Autobahnbaustellen, Haltestellen) zeigen sie umgekehrtes Strömungsverhalten (bei Engstellen: erhöhter Druck und verringerte Geschwindigkeit) oder Herdenverhalten – ein anderes bei Stau- und Stoßzeiten als bei Panik und als bei geringem Menschenaufkommen (siehe auch Massenpsychologie, Gruppendynamik).
 Demonstrationen, Truppenbewegungen, die einem Einsatzplan folgen, oder Wanderbewegungen (auch Völkerwanderungen in großem Maßstab) bergen je nach Situationsentwicklung Eigendynamik.

- Genau genommen bilden systemtheoretisch gesehen schon zwei in einer Beziehung stehende Personen ein neues System mit neuen Eigenschaften. Zum Beispiel verhält sich ein (Ehe–)Paar anders als die beiden Einzelpersonen. Ähnliches gilt für alle Gruppen mit spezifischen Kriterien für ihren Zusammenhalt.

### Denken und Kommunikation
Menschliche Gedanken (Ideen, Konzepte, Theorien) besitzen Emergenzeigenschaften gegenüber den neurologischen Prozessen und psychischen Akten, aus denen sie entstehen. Ebenso sind Emergenzeffekte bei der Kommunikation von Gedankeninhalten zu erkennen, denn die Eigenschaften von Informationen lassen sich nicht linear aus den zugrunde liegenden grammatikalischen Strukturen (Buchstabe, Wort, Syntax) ableiten. Zwar ist Kommunikation auf Medien wie Papier und Tinte angewiesen, aber aus der physikalischen oder chemischen Beschaffenheit von Tinte und Papier lässt sich nichts über den Inhalt der damit geschriebenen Texte ableiten.
Die evolutionäre, multiplikative Wirkung solcher kommunizierten Gedankeninhalte versucht die Theorie der Memetik, eine Erweiterung der darwinschen Theorie der natürlichen Selektion bezogen auf den Bereich der kulturellen Evolution, zu beschreiben. Die Grundeinheit eines kommunikationsfähigen Gedankens ist hierin das Mem, welches sich erst im Fühl- und Denkvermögen eines Individuums und dann durch Kommunikation und Austausch mit anderen Memen weiterentwickelt bzw. verändert. Eine zunehmende „Evolutionsgeschwindigkeit“ der Meme ist nach dieser Theorie durch die Entwicklung der neuen Medien entstanden.
Spezialfall: Unterricht
Die Lernergruppe kann nach dem Modell des Gehirns konstituiert werden: Die Lerner werden metaphorisch als „Neurone“ definiert, die themenbezogen interagieren und Informationen zu Wissen umformen. Dazu müssen die Lerner über eine Reihe von kommunikativen Fähigkeiten (Reflexe) verfügen, die im Klassenraumdiskurs durch den Lehrer systematisch aufgebaut werden. Die gruppenspezifischen Fähigkeiten und Haltungen, die notwendig sind, um Wissen gemeinsam zu konstruieren (z. B. Bereitschaft und Fähigkeit, rasch zu interagieren), sind emergente Eigenschaften der Lernergruppe (vgl. u. a. Lernen durch Lehren, insbesondere Martin/Oebel 2007).

### Neue Medien
In Zusammenhang mit den Neuen Medien wie dem Internet wird ebenfalls von Emergenz gesprochen. Das Internet lässt neue Effekte entstehen, die man als emergent bezeichnen kann. Durch weitere Vernetzung werden diese Effekte verstärkt. Beispiele sind Netzkunst, Smart Mobs, Online-Spiele, Internetforen, Wikis und Grid-Computing.
Auch in den zeitgenössischen technikzentrierten und kybernetisch-systemtheoretisch orientierten Medientheorien der Medienwissenschaften bildet die Emergenz einen Schlüsselbegriff, der meist als Selbstentfaltung gelesen werden kann. Dabei sind Formulierungen wie „Seit Medienenvironments aus sich selbst emergieren …“ zu finden.
Auch Friedrich Kittler und Michael Giesecke (in Der Buchdruck in der frühen Neuzeit) verwenden den Begriff.
Am radikalsten ist vielleicht die These von George Dyson, der in seinem Buch Darwin among the Machines voraussagt, dass im Internet eine Art künstliche kollektiver Intelligenz emergieren wird.
Penelope Sweetser und Peta Wyeth beschäftigen sich in ihren Publikationen (z. B.: „Emergence in Games“ und „GameFlow: a model for evaluating player enjoyment in games“) mit der Erzeugung von Emergenz in Computerspielen. Sie benutzen dabei verschiedene Programmierungstechniken und Algorithmen der Fuzzy Logic, komplexer Systeme, künstlicher Intelligenz und maschinellen Lernens.

### Wirtschafts- und Sozialsysteme
In der Betriebswirtschaftslehre wird der Begriff Emergenz in Verbindung mit nicht-intendierten Effekten durch z. B. Handlungen des Managements großer Unternehmen (als eine Form von komplexen Systemen) verwendet.
In der Volkswirtschaftslehre ist umstritten, ob das emergente Resultat des Handelns vieler individueller ökonomischer Akteure auf lange Sicht zu effizienten Gleichgewichtszuständen im Sinne von Adam Smiths unsichtbarer Hand des Marktes führt, oder zu einer Abfolge von kurzfristig destruktiven Innovationsschüben (Schumpeters Schöpferische Zerstörung).
Daron Acemoglu und James A. Robinson haben festgestellt, dass es bei den Wirtschafts- und Sozialordnungen eine große Bandbreite gibt, die von inklusiven bis zu extraktiven Systemen reicht. Inklusive Systeme zeichnen sich aus durch eine breite aktive Beteiligung der Bürger in Wirtschaft und Politik, die Förderung der Ausbildung, der Wissenschaft und der unternehmerischer Initiative, die persönliche Freiheit bei der Wahl der Ausbildung und der Berufswahl, ein breit verteiltes Wissen der Bürger, die Existenz von persönlichem Eigentum usw. Hinzu kommt ein allgemein verbindliches Rechtssystem und eine zentrale Institution, die Ordnung und Recht gewährleistet, eine Vielfalt im wirtschaftlichen Wettbewerb ohne Beschränkung des Zugangs zu den Märkten usw. Alle Menschen haben dadurch einen Anreiz, für sich selbst und die Gesellschaft etwas zu tun, weil sie wissen, dass sie unmittelbar oder mittelbar selbst davon profitieren. Inklusive Systeme sind symbiotische Systeme.
Bei extraktiven Systemen konzentriert sich Macht, Reichtum und Wissen auf eine kleine selbsternannte Elite, die i. d. R. nicht besonders gut qualifiziert ist, denn sie ist meist durch Geburtsrecht oder Parteibuch an die Spitze gekommen. Sie wird auch nicht kontrolliert, denn es gibt keine Gewaltenteilung; Legislative, Jurisprudenz und Exekutive sind in der Hand der Elite. Die Bürger werden mehr oder weniger als Sklaven des Systems erzogen und behandelt, es gibt kein oder nur ein sehr geringes Privateigentum, der Zugang zum Beruf wird z. B. durch Zünfte beschränkt, unternehmerische Initiativen unterdrückt, Märkte monopolisiert usw. Dadurch fehlt in einem extraktiven System für die allermeisten Menschen der persönliche Anreiz und die Motivation, mehr als das allernotwendigste zu tun. Allgemeine Bildung, Fortschritt und Innovation wird von der Elite unterdrückt, weil dadurch ihre Macht gefährdet werden könnte. Wegen der großen sozialen Unterschiede zwischen den vielen ganz Armen und den wenigen ganz Reichen sind extraktive Sozialordnungen sehr viel konfliktträchtiger als inklusive. Sie sind deshalb weniger stabil, und ihre Aufrechterhaltung erfordert einen großen militärischen und finanziellen Aufwand. Extraktive Eliten sind – naturwissenschaftlich gesehen – Schmarotzer.
Einseitige Ideologien wirken in der Gesellschaft als Ordnungsparameter und beeinträchtigen die emergente Selbstorganisation und den Pluralismus, und als Folge mittel- und langfristig die Innovations- und Wettbewerbsfähigkeit der Gesellschaft. Sie schränken ein dynamisches Gleichgewicht der gesellschaftlichen Prozesse einseitig ein und zwingen sie dadurch in instabile Bereiche des Phasenraums weit weg von den Attraktoren.
Ein Beispiel für eine ausgewogene dynamische Struktur einer Gesellschaft ist Hayeks „Erweiterte Ordnung des menschlichen Zusammenwirkens“, die den bewussten Entwurf von gesellschaftlichen Rahmenbedingungen mit einem möglichst großen Anteil spontaner selbstorganisierter Prozesse verbindet.

### Physik
Insbesondere in der Physik finden sich Beispiele für die Emergenz von Merkmalen, da die Eigenschaften der gesamten makroskopischen Welt emergente Eigenschaften sind.
Eine Ansammlung weniger Eisenatome hat keine Eigenschaft, die nennenswert über die Summe der Eigenschaften der Einzelatome hinausginge. Sind es aber einige Millionen, bilden sich spontan kristalline Strukturen und unterhalb der Curie-Temperatur ferromagnetische Bereiche, Weiss-Bezirke; diese emergente Eigenschaft beobachtet man bei Zimmertemperatur nur bei Eisen, Kobalt und Nickel. Ein einfacher Haufen von Eisenatomen, also ein Eisenklotz, hat schon solche neuen Eigenschaften, zum Beispiel seine Temperatur oder seine Festigkeit. Diese Eigenschaften hat das einzelne Eisenatom nicht. Wie viele von ihnen man auf einem Haufen braucht, um eine physikalische Messgröße wie „Temperatur“ definieren zu können, ist unklar; man spricht vom Haufen-Paradoxon. Ebenso hat ein einzelnes Schwefelatom keine gelbe Farbe, sondern überhaupt keine.
In einem einfachen Fall betrachtet man etwa die Eigenschaften eines Gases und die Eigenschaften der Moleküle, aus denen jenes Gas besteht. Während das Gas über Eigenschaften wie etwa „Temperatur“ oder „Druck“ verfügt, ist dies für keines der konstituierenden Moleküle der Fall. (Ein einzelnes Molekül hat weder eine „Temperatur“ noch einen „Druck“.) Die genannten Attribute sind emergent, da sie nicht Kennzeichen der Bestandteile sind, die das Gesamtsystem „Gas“ bilden. Dies gilt darüber hinaus für die gesamte Thermodynamik.
Auch solche Phänomene wie etwa der Paramagnetismus, das Gefrieren von Wasser zu Eis, Supraleitfähigkeit, die Eigenschaften schwerer Sterne, das Wetter, das Spektrum eines schwarzen Strahlers (z. B. das Sonnenlicht) und selbst die vertikale Verteilung von Luftmolekülen in der Erdatmosphäre sind emergente Eigenschaften. Das Forschungsgebiet, welches die makroskopische Welt auf mikroskopischer Ebene untersucht und begründet, ist die statistische Physik.
Ein dynamisches Beispiel ist die Bildung von Strudeln in Flüssigkeiten oder Gasen (Windhose/Tornado in Luft), die nicht einmal aus denselben Einzelelementen bestehen, die in einen Strudel hineingeraten und ihn wieder verlassen, während der Strudel bestehen bleibt.
Die Emergenz spielt auch eine herausragende Bedeutung in der Clusterphysik, weil hier die Eigenschaften des Festkörpers evolutionär oder spontan durch die Vergrößerung der Atomanzahl bei Atomaggregaten (Cluster) entstehen.
Im Bereich der Elektronik stelle man sich eine Spule und einen Kondensator in Parallel- oder Serienschaltung vor. Die Eigenschaften des resultierenden Schwingkreises lassen sich dann aus denen der Bauelemente berechnen. Insofern ist der Schwingkreis im Modell der Bauelemente reduktionistisch berechenbar. Die Berechnung seiner Eigenschaften auf Basis der Atome oder gar Elementarteilchen ist jedoch nicht möglich. Andererseits hat der Schwingkreis emergente Funktionen, nämlich die Schwingungsmodi, die seine Bauelemente nicht haben. Fazit: Emergenz und Reduktionismus sind bei diesem Beispiel nicht im Widerspruch zueinander.
Der Nobelpreisträger (1998) Robert B. Laughlin versteht unter Emergenz ein physikalisches Ordnungsprinzip und erachtet sogar die Schwerkraft sowie Raum und Zeit als nicht fundamental, sondern bei großen Längenskalen als emergent.

### Mathematik
Vor allem in der Mathematik lassen sich emergente Phänomene leicht veranschaulichen: Conways Spiel des Lebens ist ein System vieler kleiner Zellen, die entweder lebendig oder tot sein können. Sehr einfache Regeln geben für jede einzelne Zelle an, wie diese mit der Zeit ihren Zustand (lebendig/tot) ändert. Das gesamte System kann dabei – je nach Anfangskonfiguration – ein außerordentlich komplexes, geordnetes und erstaunliches Verhalten aufweisen, das nicht darauf schließen lässt, dass die Einzelkomponenten (die Zellen) sehr primitiven Regeln gehorchen.
Ein weiteres erstaunliches emergentes Verhalten zeigt Langtons Ameise.

### Software
Im Bereich der Softwareentwicklung werden emergente Softwaresysteme als Softwaresysteme beschrieben, die dynamisch und flexibel eine Vielzahl von Komponenten unterschiedlicher Hersteller – v. a. im Bereich Unternehmenssoftware – kombinieren können. Auf veränderte Anforderungen im Markt und im Geschäftsumfeld können solche Systeme daher schnell reagieren. Die emergente Eigenschaft solcher Softwaresysteme liegt darin, dass durch die Kombination der verschiedenen Komponenten neue, nicht im Voraus geplante Services entstehen können, die mehr als die Summe der Teile der einzelnen Komponenten sind. Aus technologischer Sicht stehen emergente Softwaresysteme in der Tradition von Serviceorientierter Architektur. Die Erforschung emergenter Softwaresysteme ist ein Kernthema im Software-Cluster, einem Verbund aus deutschen Software-Unternehmen und Forschungseinrichtungen.
Im Spezialgebiet der künstlichen Intelligenz sind Lösungen bekannt, welche ursprünglich für eine bestimmte Anwendung entwickelt wurden, jedoch als Basismodell eine hohe Anpassungsfähigkeit für andere Anwendungen aufweisen und überraschend gut auch multimodal eingesetzt werden können. Bekannteste Beispiele sind Chatbots.

## Kritik
Konrad Lorenz hat die Bezeichnung Emergenz kritisiert, da seine deutsche Bedeutung (Auftauchen) suggeriere, etwas bereits Existentes, lediglich bislang Verborgenes komme zum Vorschein. Er hat stattdessen den Begriff Fulguration vorgeschlagen.
Die Idee der Emergenz von Émile Durkheim wurde in der Philosophie kritisiert, indem u. a. dessen ontologische Auffassung bestritten wurde. Während Durkheims Kritiker in dessen Werk die Auffassung einer Gesellschaft als eigenständigem „Wesen“ mit einer eigenen Form von „Bewusstsein“ – in Gestalt von „kollektiven Repräsentationen“ oder eines „Kollektivbewusstseins“ – erkennen, negieren reduktionistische Ansätze Formen des Bewusstseins, die über individuelle Psychen hinausgehen. Aus einer reduktionistischen Perspektive gibt es keinen ontologischen Unterschied zwischen den Individuen und der Gesellschaft.
Die Wissenschaftstheoretiker Mario Bunge und Martin Mahner wenden sich gegen Definitionen wie z. B. die des Evolutionsbiologen Ernst Mayr, der Emergenz als Eigenschaft sieht, die nicht aus Kenntnis der Eigenschaften der Teile vorhergesagt oder erklärt werden kann. Sie begründen dies damit, dass Emergenz etwas mit der realen Welt zu tun habe und nicht mit dem Wissen über sie. Der Begriff der Emergenz sei ein ontologischer und kein erkenntnistheoretischer.
Die inflationäre Verwendung des Begriffs Emergenz steht auch in der Kritik, da viele Effekte als emergent beschrieben werden, obwohl die angeblich neuen Eigenschaften des Gesamtsystems auch aus ihren Einzelteilen erklärbar wären. Die Beschreibung einer Eigenschaft als emergent ist demnach oft nur eine Entschuldigung für mangelnde Einsicht oder Intelligenz des Betrachters, der die komplexen Zusammenhänge in einem System nicht versteht und vereinfachend als emergent bezeichnet. So fragt sich Bruce Gibb in einem Aufsatz für Nature Chemistry, ob sich die typische Spiralform eines Tornados oder dessen Zerstörungskraft mit dem Wissen über die Wärmekapazität des Wassers, die Corioliskraft und die Flüssigkeitsdynamik erklären lassen. Sein pointiertes Fazit lautet, dass man einen Tornado ohne das Verständnis dieser Hintergründe nur allzu leicht als emergente Eigenschaft abtun kann.

## Zitate
- Philip Warren Anderson:

„In jedem Stadium entsteht die Welt, die wir wahrnehmen, durch »Emergenz«. Das heißt durch den Prozeß, bei dem beträchtliche Aggregationen von Materie spontan Eigenschaften entwickeln können, die für die einfacheren Einheiten, aus denen sie bestehen, keine Bedeutung haben. – Eine Zelle ist noch kein Tiger. Ebensowenig ist ein einzelnes Goldatom gelb und glänzend.“

„Dieses Prinzip der Emergenz ist eine ebenso alles durchdringende philosophische Grundlage moderner wissenschaftlicher Betrachtungsweise wie Reduktionismus.“

Original:

“This principle of emergence is as pervasive a philosophical foundation of the viewpoint of modern science as is reductionism.”

Von ihm stammt die Kurzfassung des Phänomens der Emergenz: More Is Different
- Murray Gell-Mann:

„Man braucht nicht noch mehr, um mehr zu bekommen. Das ist, was Emergenz bedeutet. Leben kann aus Physik und Chemie und einer Vielzahl von Zufällen emergieren (hervorgehen). Das menschliche Bewusstsein kann durch Neurobiologie und eine Vielzahl von Zufällen entstehen. Ebenfalls entsteht die chemische Bindung durch Physik und gewisse Zufälle. Die Wichtigkeit dieser Dinge wird nicht etwa geschmälert, nur weil wir wissen, dass sie aus noch grundlegenderen Gegebenheiten, plus Zufällen, folgen. Es ist eine allgemeine Regel! Und dies zu erfassen ist von größter Wichtigkeit. Man braucht nicht noch mehr, um mehr zu bekommen!“

Original:

“You don't need something more to get more – that is what emergence means. Life can emerge from physics and chemistry, plus a lot of accidents. The human mind can arise from neurobiology, and a lot of accidents. This way, the chemical bond arises from physics and certain accidents. It does not diminish the importance of these subjects, to know that they follow from more fundamenal things plus accidents. It's a general rule! And it's critically important to realize that. You don't need something more, in order to get something more!”

- Robert B. Laughlin:

„Aus physikalischer Sicht macht es besonders viel Spaß, über das Leben zu reden, weil es den extremsten Fall der Emergenz von Gesetzmäßigkeiten darstellt.“

„Leider sind dem Ausdruck Emergenz einige Bedeutungen zugewachsen, die für unterschiedliche Dinge stehen, darunter übernatürliche Erscheinungen, die den physikalischen Gesetzen nicht unterworfen sind. So etwas meine ich nicht. Ich verstehe darunter ein physikalisches Ordnungsprinzip.“

„Einstein war Künstler und Gelehrter, aber vor allem war er Revolutionär. […] Die unbegründete Überzeugung seiner Zeit war der Äther, genauer gesagt, die der Relativität vorangehende, naive Version des Äthers. Die unbegründete Überzeugung unserer Zeit ist die Relativität selbst. Es würde vollkommen seinem Naturell entsprechen, sich die Fakten erneut vorzunehmen, sie im Geiste umzuwerfen und zu dem Schluss zu kommen, dass sein geliebtes Relativitätsprinzip keineswegs fundamental, sondern emergent ist.“